# Матчи сборной СССР по регби 1991
В 1991 году сборная СССР по регби провела 14 матчей, из которых 6 матчей носили тестовый статус. В этих матчах были одержаны 7 побед (2 в тест-матчах), 7 матчей сборная СССР проиграла (в том числе четыре тест-матча). Четыре матча прошли в рамках чемпионата Европы по регби в группе A (сезон 1990/1992). Также в этом же году сборная СССР совершила турне по Новой Зеландии, а также приняла участие в двух матчах в Англии.
С распадом СССР национальная сборная прекратила существование в прежнем виде: в 1992 году до середины лета существовала сборная СНГ, а позже вместо СССР выступала сборная России по регби.

## Список встреч

### Чемпионат Европы 1990/92[англ.]. Группа А. Первый круг
| Франция А | 38:6 (13:6) | СССР                        |
| 4' Эрик Блан · 32', 59' Пьер Онта · 48' Ален Пено · 73' Обан Юбер · 80+6' Жан-Пьер Аляркон · 4', 48' Филипп Беро · 73', 80+6' Ален Пено · 10' Филипп Беро · 65' Ален Пено | Голы        | 23', 82' Александр Гамоскин |

| | Составы  | | |
| 1. Марк Пужолле 2. Венсан Москато 3. Филипп Галлар 4. Тьерри Девержи 5. Жан Кондом 6. Филипп Бенеттон 7. Жан-Пьер Аляркон 8. Эрве Лекомт 9. Обан Юбер 10. Ален Пено 11. Пьер Онта 12. Эрик Блан 13. Эрик Верньоль 14. Давид Берти 15. Филипп Беро |          | 1. Тенгиз Турдзеладзе 43' · 2. Роман Маликов · 3. Сергей Молчанов · 4. Евгений Ганяхин · 5. Сергей Сергеев · 6. Мурат Уанбаев · 7. Александр Тихонов · 8. Игорь Мосяков · 9. Александр Бычков 51' · 10. Юрий Николаев · 11. Игорь Миронов · 12. Александр Гамоскин · 13. Игорь Цыганов · 14. Владислав Воропаев · 15. Игорь Куперман | 1. Тенгиз Турдзеладзе 43' · 2. Роман Маликов · 3. Сергей Молчанов · 4. Евгений Ганяхин · 5. Сергей Сергеев · 6. Мурат Уанбаев · 7. Александр Тихонов · 8. Игорь Мосяков · 9. Александр Бычков 51' · 10. Юрий Николаев · 11. Игорь Миронов · 12. Александр Гамоскин · 13. Игорь Цыганов · 14. Владислав Воропаев · 15. Игорь Куперман |
| 16. Филипп Кадевьель 17. Дидье Пуйо 18. Бернар Лякомб 19. Эрик Собуа 20. Жан-Виктор Бертран 21. Марк даль Масо | Запасные | 16. Андрей Коваленко 43' · 17. Сергей Овсяник 51' · Владимир Марченко · Александр Огрызков · Вячеслав Зыков | 16. Андрей Коваленко 43' · 17. Сергей Овсяник 51' · Владимир Марченко · Александр Огрызков · Вячеслав Зыков |
| | Тренеры  | Пётр Этко | Пётр Этко |

| СССР | 30:3 (10:0) | Испания                       |
| 19' Александр Закарлюк · 50' Игорь Куперман · 64' Виталий Сорокин · 67' Александр Овсяник · 80' Игорь Миронов · 64', 67' Александр Гамоскин · 10' Александр Гамоскин · 8' Сергей Болдаков | Голы        | 42' Карлос Морено де ла Вьюда |

| | Составы  | | |
| 1. Евгений Кабылкин · 2. Роман Маликов · 3: Сергей Молчанов · 4. Сергей Сергеев · 5. Вячеслав Зыков 65' · 6. Мурат Уанбаев · 7. Александр Валяльщиков 51' · 8. Александр Тихонов · 9. Александр Бычков · 10: Сергей Болдаков · 11. Игорь Миронов · 12. Александр Гамоскин · 13. Виталий Сорокин · 14. Игорь Куперман · 15. Александр Закарлюк |          | 1. Хавьер Альдусин Гастеси · 2. Фидель Кастро Брионес · 3. Асьер Альтуна Исагирре · 4. Хоакин Родригес Гарсия · 5. Марко Хустиниано Маркес · 6. Йон Эчеберрия Ландасабал 60' · 7. Хайме Гутьеррес Мереллес · 8. Эмилио Илларегуи Ичабе · 9. Хуан Масарьегос Луэльмо · 10. Хорхе Морено де Альборан · 11. Карлос Морено де ла Вьюда 70' · 12. Айтор Горрочатегуй Фернандес · 13. Йон Аскагорта Аречабала · 14. Даниэль Саэнс Лобзак · 15. Франциско Пуэртас Сото 56' | 1. Хавьер Альдусин Гастеси · 2. Фидель Кастро Брионес · 3. Асьер Альтуна Исагирре · 4. Хоакин Родригес Гарсия · 5. Марко Хустиниано Маркес · 6. Йон Эчеберрия Ландасабал 60' · 7. Хайме Гутьеррес Мереллес · 8. Эмилио Илларегуи Ичабе · 9. Хуан Масарьегос Луэльмо · 10. Хорхе Морено де Альборан · 11. Карлос Морено де ла Вьюда 70' · 12. Айтор Горрочатегуй Фернандес · 13. Йон Аскагорта Аречабала · 14. Даниэль Саэнс Лобзак · 15. Франциско Пуэртас Сото 56' |
| Сергей Овсяник 65' · Владимир Негодин 51' | Запасные | 16. Хавьер Диас Патернаин 56' · 17. Альберто Мало Навио 60' · 18. Давид Льорка Гассо 70' · 19. Иньяки Ласкураин Гонсалес · 20. Франсиско Телла Листа | 16. Хавьер Диас Патернаин 56' · 17. Альберто Мало Навио 60' · 18. Давид Льорка Гассо 70' · 19. Иньяки Ласкураин Гонсалес · 20. Франсиско Телла Листа |
| Пётр Этко | Тренеры  | | |

### Турне СССР по Новой Зеландии
| 25 мая 1991 14:30 (UTC+12:00)        | \| Нельсон Бэйс[англ.] (D2) \| 24:25[2][7][6] \| СССР \| \| попытки: 3[6] реализации: 3[6] штрафные: 2[6] \| Голы \| \| | Нельсон, Трафальгар Парк Судья: Дэйв Бишоп |
| Нельсон Бэйс (D2)                    | 24:25 | СССР                                       |
| попытки: 3 реализации: 3 штрафные: 2 | Голы |                                            |

| 29 мая 1991 14:30 (UTC+12:00)                                  | \| Мальборо[англ.] (D3) \| 16:23 (7:13)[2][7][9][8] \| СССР \| \| Пол Карена (2) · Кевин Уэйн Коламбус · Кевин Уэйн Коламбус (2) \| Голы \| \| | Бленем, Лэнсдаун Парк Судья: Родни Хилл |
| Мальборо (D3)                                                  | 16:23 (7:13) | СССР                                    |
| Пол Карена (2) · Кевин Уэйн Коламбус · Кевин Уэйн Коламбус (2) | Голы |                                         |

| Кентербери (D1) | 73:15 | СССР |
| Марк Винсент (3) · Вирему Монселл · Эндрю Маккормик · Майк Хэннинг · Роб Пенни (2) · Даллас Сеймур · Энди Эрл · Грег Коффи (10) · Грег Коффи (3) | Голы  |      |

| | Составы  | | |
| 1. Стью Лоу 2. Мэтт Секстон 3. Крис Эрл 4. Марк Макэтемни 5. Крис Ингленд 6. Энди Эрл 7. Даллас Сеймур 8. Роб Пенни 9. Грэм Бэчоп 10. Грег Коффи 11. Майк Хэннинг 12. Эндрю Маккормик 13. Вирему Монселл 14. Марк Винсент 15. Грант Райт |          | 1. Сергей Молчанов (Слава) 2. Роман (Рауф) Маликов (Эд-Ви) 3. Евгений Кобылкин (Красный Яр) 4. Сергей Овсяник (Авиатор) 5. Сергей Сергеев (Фили) 6. Мурат Уанбаев (СКА) 7. Владимир Негодин (Красный Яр) 8. Александр Огрызков (СКА) 9. Александр Бычков (СКА) 10. Сергей Болдаков (СКА) 11. Игорь Миронов (ВВА) 12. Игорь Цыганов (Звезда Ташкент) 13. Игорь Куперман (Красный Яр) 14. Владислав Воропаев (ВВА) 15. Александр Закарлюк (Красный Яр) | 1. Сергей Молчанов (Слава) 2. Роман (Рауф) Маликов (Эд-Ви) 3. Евгений Кобылкин (Красный Яр) 4. Сергей Овсяник (Авиатор) 5. Сергей Сергеев (Фили) 6. Мурат Уанбаев (СКА) 7. Владимир Негодин (Красный Яр) 8. Александр Огрызков (СКА) 9. Александр Бычков (СКА) 10. Сергей Болдаков (СКА) 11. Игорь Миронов (ВВА) 12. Игорь Цыганов (Звезда Ташкент) 13. Игорь Куперман (Красный Яр) 14. Владислав Воропаев (ВВА) 15. Александр Закарлюк (Красный Яр) |
| 16. Джон Престон 17. Шейн Филпотт 18. Косе Сейнафо 19. Фил Кроппер 20. Иан Флеминг 21. Тони Ахерн | Запасные | 16. Рашид Бикбов (Красный Яр) 17. Александр Примаченко (Политехник) 18. Александр Тихонов (ВВА) 19. Виталий Сорокин (ВВА) 20. Андрей Коваленко (ВВА) 21. Евгений Ганяхин (СКА) Вне заявки: Александр Валяльщиков (Слава) Юрий Николаев (Красный Яр) Вячеслав Зыков (Красный Яр) Александр Гамоскин (Красный Яр) Сергей Романов (Эд-Ви) Владимир Марченко (ВВА)                                                                                       | 16. Рашид Бикбов (Красный Яр) 17. Александр Примаченко (Политехник) 18. Александр Тихонов (ВВА) 19. Виталий Сорокин (ВВА) 20. Андрей Коваленко (ВВА) 21. Евгений Ганяхин (СКА) Вне заявки: Александр Валяльщиков (Слава) Юрий Николаев (Красный Яр) Вячеслав Зыков (Красный Яр) Александр Гамоскин (Красный Яр) Сергей Романов (Эд-Ви) Владимир Марченко (ВВА)                                                                                       |
| Джон Филлипс (главный тренер) Джеральд Уилсон (тренер) Барри Дональдсон (врач) Эррол Коллинс (массажист) Дон Ликен (пресс-атташе) | Тренеры  | Владимир Грачёв (главный тренер) Пётр Этко (тренер) Лес Холл (тренер) Данкан Дайсарт (помощник тренера) | Владимир Грачёв (главный тренер) Пётр Этко (тренер) Лес Холл (тренер) Данкан Дайсарт (помощник тренера) |

| Мид-Кентербери (D2)          | 10:33 | СССР |
| Майкл Сэндри · Джон Бонд (2) | Голы  | Игорь Куперман · Александр Тихонов · Юрий Николаев · Александр Закарлюк · (4) Юрий Николаев · (2) Юрий Николаев · Юрий Николаев |

| | Составы  | | |
| 1. Гайон Кэмерон 2. Ли Макдональд 3. Дэвид Маккри 4. Марк О'Грэди 5. Грант Лоури 6. Уоррен Дональд 7. Джейсон Лейк 8. Джон Смитерем 9. Грант Ллойд 10. Филип Рулстон 11. Дэррил Маккиббон 12. Джон Бонд 13. Брендон Хёрли 14. Иан Хауден 15. Майкл Сэндри |          | 1. Рашид Бикбов (Красный Яр) 2. Роман (Рауф) Маликов (Эд-Ви) 3. Евгений Кобылкин (Красный Яр) 4. Сергей Сергеев (Фили) 5. Евгений Ганяхин (СКА) 6. Мурат Уанбаев (СКА) 7. Александр Валяльщиков (Слава) 8. Александр Тихонов (ВВА) 9. Александр Примаченко (Политехник) 10. Юрий Николаев (Красный Яр) 11. Владислав Воропаев (ВВА) 12. Игорь Цыганов (Звезда Ташкент) 13. Виталий Сорокин (ВВА) 14. Игорь Куперман (Красный Яр) 15. Александр Закарлюк (Красный Яр) | 1. Рашид Бикбов (Красный Яр) 2. Роман (Рауф) Маликов (Эд-Ви) 3. Евгений Кобылкин (Красный Яр) 4. Сергей Сергеев (Фили) 5. Евгений Ганяхин (СКА) 6. Мурат Уанбаев (СКА) 7. Александр Валяльщиков (Слава) 8. Александр Тихонов (ВВА) 9. Александр Примаченко (Политехник) 10. Юрий Николаев (Красный Яр) 11. Владислав Воропаев (ВВА) 12. Игорь Цыганов (Звезда Ташкент) 13. Виталий Сорокин (ВВА) 14. Игорь Куперман (Красный Яр) 15. Александр Закарлюк (Красный Яр) |
| 16. Сола Беута 17. Томас О'Салливан 18. Грант Брич 19. Кевин Вуд 20. Марк Казинс 21. Стив Макаскилл | Запасные | 16. Сергей Молчанов (Слава) 17. Вячеслав Зыков (Красный Яр) 18. Александр Огрызков (СКА) 19. Игорь Миронов (ВВА) 20. Александр Бычков (СКА) 21. Сергей Болдаков (СКА) Вне заявки: Александр Гамоскин (Красный Яр) Сергей Романов (Эд-Ви) Сергей Овсяник (Авиатор) Андрей Коваленко (ВВА) Владимир Негодин (Красный Яр) Владимир Марченко (ВВА) | 16. Сергей Молчанов (Слава) 17. Вячеслав Зыков (Красный Яр) 18. Александр Огрызков (СКА) 19. Игорь Миронов (ВВА) 20. Александр Бычков (СКА) 21. Сергей Болдаков (СКА) Вне заявки: Александр Гамоскин (Красный Яр) Сергей Романов (Эд-Ви) Сергей Овсяник (Авиатор) Андрей Коваленко (ВВА) Владимир Негодин (Красный Яр) Владимир Марченко (ВВА) |
| Мюррей Рулстон, Мюррей Дойг | Тренеры  | Владимир Грачёв, Пётр Этко | Владимир Грачёв, Пётр Этко |

| Отаго (D1)                                                                                       | 37:11 | СССР |
| Грег Купер · Джон Тиму (2) · Артур Стоун · Пол Кук · Пол Хендерсон · Грег Купер (5) · Грег Купер | Голы  |      |

| | Составы |                            |                            |
| 1. Стив Хоттон 2. Дэвид Латта 3. Стив Камберленд 4. Ричард Найт 5. Гордон Макферсон 6. Майк Брюэр 7. Пол Хендерсон 8. Арран Пин 9. Стью Форстер 10. Джон Хаггарт 11. Пол Кук 12. Стив Коттрелл 13. Артур Стоун 14. Джон Тиму 15. Грег Купер |         |                            |                            |
| Лори Мэйнс | Тренеры | Владимир Грачёв, Пётр Этко | Владимир Грачёв, Пётр Этко |

| Таранаки (D1) | 39:16 | СССР |
| Дуайт Мёрфитт · Алан Кроули (2) · Линдси Томсон · Шейн Макдональд · Келвин Мэхон · Дуайт Мёрфитт · Пол Монтгомери · Келвин Мэхон (2) · Пол Монтгомери | Голы  |      |

| | Составы  | | |
| 1. Малкольм Грег 2. Шейн Макдональд 3. Гордон Слейтер 4. Роберт Борст 5. Линдси Томсон 6. Эндрю Слейтер 7. Нэтан Хилл 8. Кевин Барретт 9. Уэйн Домбровски 10. Пол Монтгомери 11. Дуайт Мёрфитт 12. Крис Саттон 13. Тевита Манасеитава 14. Алан Кроули 15. Келвин Мэхон |          | 1. Рашид Бикбов (Красный Яр) 2. Роман (Рауф) Маликов (Эд-Ви) 3. Сергей Молчанов (Слава) 4. Вячеслав Зыков (Красный Яр) 5. Сергей Сергеев (Фили) 6. Мурат Уанбаев (СКА) 7. Александр Валяльщиков (Слава) 8. Александр Огрызков (СКА) 9. Александр Примаченко (Политехник) 10. Юрий Николаев (Красный Яр) 11. Владислав Воропаев (ВВА) 12. Александр Гамоскин (Красный Яр) 13. Виталий Сорокин (ВВА) 14. Игорь Куперман (Красный Яр) 15. Александр Закарлюк (Красный Яр) | 1. Рашид Бикбов (Красный Яр) 2. Роман (Рауф) Маликов (Эд-Ви) 3. Сергей Молчанов (Слава) 4. Вячеслав Зыков (Красный Яр) 5. Сергей Сергеев (Фили) 6. Мурат Уанбаев (СКА) 7. Александр Валяльщиков (Слава) 8. Александр Огрызков (СКА) 9. Александр Примаченко (Политехник) 10. Юрий Николаев (Красный Яр) 11. Владислав Воропаев (ВВА) 12. Александр Гамоскин (Красный Яр) 13. Виталий Сорокин (ВВА) 14. Игорь Куперман (Красный Яр) 15. Александр Закарлюк (Красный Яр) |
| 16. Грант Паттерсон 17. Керри Эйнон 18. Крейг Тейлор 19. Марк Аллен 20. Гари Меллоу 21. Бернард О'Салливан 22. Стивен Фабиш | Запасные | 16. Александр Тихонов (ВВА) 17. Евгений Кобылкин (Красный Яр) 18. Сергей Овсяник (Авиатор) 19. Игорь Миронов (ВВА) 20. Сергей Болдаков (СКА) 21. Андрей Коваленко (ВВА) Резерв: Александр Бычков (СКА) Сергей Романов (Эд-Ви) Игорь Цыганов (Звезда Ташкент) Евгений Ганяхин (СКА) Владимир Негодин (Красный Яр) Владимир Марченко (ВВА) | 16. Александр Тихонов (ВВА) 17. Евгений Кобылкин (Красный Яр) 18. Сергей Овсяник (Авиатор) 19. Игорь Миронов (ВВА) 20. Сергей Болдаков (СКА) 21. Андрей Коваленко (ВВА) Резерв: Александр Бычков (СКА) Сергей Романов (Эд-Ви) Игорь Цыганов (Звезда Ташкент) Евгений Ганяхин (СКА) Владимир Негодин (Красный Яр) Владимир Марченко (ВВА) |
| Джон Майлз Лакин, Келвин Джексон, Джон Митчелл | Тренеры  | Владимир Грачёв, Пётр Этко | Владимир Грачёв, Пётр Этко |

| Новая Зеландия XV | 56:6 | СССР                              |
| Эндрю Маккормик (2) · Эйон Кроссан (2) · Вирему Монселл (2) · Тимо Тагалоа (2) · Уэйн Шелфорд · Марк Картер · Эйон Кроссан (8) | Голы | Сергей Болдаков · Сергей Болдаков |

| | Составы  | | |
| 1. Марк Аллен (Таранаки) 2. Оло Браун (Окленд) 3. Грэм Дауд (Норт-Харбор) 4. Робин Брук (Окленд) 5. Дэвид Мэйхью (Норт-Харбор) 6. Роб Гордон (Уаикато) 7. Марк Картер (Окленд) 8. Уэйн Шелфорд (Харбор) 9. Джейсон Хьюитт (Окленд) 10. Джон Престон (Кентербери) 11. Тимо Тагалоа (Веллингтон) 12. Эндрю Маккормик (Кентербери) 13. Вирему Монселл (Кентербери) 14. Эрони Кларк (Окленд) 15. Эйон Кроссан (Бэй-Пленти) |          | 1. Рашид Бикбов (Красный Яр) 2. Сергей Молчанов (Слава) 3. Евгений Кобылкин (Красный Яр) 4. Сергей Сергеев (Фили) 5. Евгений Ганяхин (СКА) 6. Александр Тихонов (ВВА) 7. Владимир Негодин (Красный Яр) 8. Александр Огрызков (СКА) 9. Александр Бычков (СКА) 10. Сергей Болдаков (СКА) 11. Александр Закарлюк (Красный Яр) 12. Андрей Коваленко (ВВА) 13. Игорь Куперман (Красный Яр) 14. Игорь Миронов (ВВА) 15. Владислав Воропаев (ВВА) | 1. Рашид Бикбов (Красный Яр) 2. Сергей Молчанов (Слава) 3. Евгений Кобылкин (Красный Яр) 4. Сергей Сергеев (Фили) 5. Евгений Ганяхин (СКА) 6. Александр Тихонов (ВВА) 7. Владимир Негодин (Красный Яр) 8. Александр Огрызков (СКА) 9. Александр Бычков (СКА) 10. Сергей Болдаков (СКА) 11. Александр Закарлюк (Красный Яр) 12. Андрей Коваленко (ВВА) 13. Игорь Куперман (Красный Яр) 14. Игорь Миронов (ВВА) 15. Владислав Воропаев (ВВА) |
| Джейсин Голдсмит (Окленд) Норм Хьюитт (Хоукс-Бэй) Мана Отаи (Манавату) Грег Коффи (Кентербери) | Запасные | Юрий Николаев (Красный Яр) Роман (Рауф) Маликов (Эд-Ви) Мурат Уанбаев (СКА) Сергей Овсяник (Авиатор) Виталий Сорокин (ВВА) | Юрий Николаев (Красный Яр) Роман (Рауф) Маликов (Эд-Ви) Мурат Уанбаев (СКА) Сергей Овсяник (Авиатор) Виталий Сорокин (ВВА) |
| | Тренеры  | Владимир Грачёв, Пётр Этко | Владимир Грачёв, Пётр Этко |

| 18 июня 1991 14:30 (UTC+12:00)       | \| Кинг-Кантри[англ.] (D2) \| 15:22[2][7][22] \| СССР \| \| П. Томас[23] · Х. Коффин[23] · Х. Коффин (3)[23] \| Голы \| \| | Те Куити, Регби Парк Судья: Марк Томпсон |
| Кинг-Кантри (D2)                     | 15:22 | СССР                                     |
| П. Томас · Х. Коффин · Х. Коффин (3) | Голы |                                          |

### Турне по Англии
| Лондон Олд Бойз | 6:16 | СССР                                                           |
| Карл Пью (2)    | Голы | Сергей Романов (2) · Игорь Куперман (2) · Андрей Коваленко (2) |

| | Составы | | |
| 15-9: Пит Эшуорт; Коннор Дикинс, Кевин Кук, Питер Менса, Максвелл; Карл Пью, Дженнер / 1-8: Долма, Джейми Макферсон, Джон Симпсон , Бидделл, Грант, Хаммонд, Тутт, Морган |         | 15-9: Александр Закарлюк; Владислав Воропаев, Сергей Романов, Виталий Сорокин, Игорь Куперман; Андрей Коваленко, Александр Примаченко / 1-8: Рашид Бикбов, Роман Маликов, Евгений Кобылкин, Сергей Сергеев, Вячеслав Зыков, Владимир Негодин, Александр Валяльщиков, Александр Огрызков | 15-9: Александр Закарлюк; Владислав Воропаев, Сергей Романов, Виталий Сорокин, Игорь Куперман; Андрей Коваленко, Александр Примаченко / 1-8: Рашид Бикбов, Роман Маликов, Евгений Кобылкин, Сергей Сергеев, Вячеслав Зыков, Владимир Негодин, Александр Валяльщиков, Александр Огрызков |

| Англия | 53:0 (22:0) | СССР |
| Крис Оти 13', 69' · Джереми Гаскотт 24', 52' · Майкл Скиннер 68', 77' · Рори Андервуд 29', 38' · Роб Эндрю 80' · Саймон Ходжкинсон 24', 29', 38' · Роб Эндрю 68', 77', 79', 80' · Роб Эндрю 41' | Голы        |      |

| | Составы  | | |
| 1. Джейсон Леонард · 2. Брайан Мур · 3. Джефф Пробин · 4. Пол Эксфорд · 5. Уэйд Дули · 6. Майкл Скиннер · 7. Гари Рис · 8. Майк Тиг · 9. Ричард Хилл · 10. Роб Эндрю · 11. Крис Оти · 12. Джереми Гаскотт 52' · 13. Уилл Карлинг · 14. Рори Андервуд · 15. Саймон Ходжкинсон 50' |          | 1. Евгений Кобылкин · 2. Сергей Молчанов · 3. Александр Хохлов · 4. Сергей Сергеев · 5. Евгений Ганяхин · 6. Владимир Негодин · 7. Александр Огрызков · 8. Александр Тихонов · 9. Александр Бычков · 10. Сергей Болдаков · 11. Игорь Миронов · 12. Александр Гамоскин 60' · 13. Виталий Сорокин · 14. Игорь Куперман 40' · 15. Владислав Воропаев | 1. Евгений Кобылкин · 2. Сергей Молчанов · 3. Александр Хохлов · 4. Сергей Сергеев · 5. Евгений Ганяхин · 6. Владимир Негодин · 7. Александр Огрызков · 8. Александр Тихонов · 9. Александр Бычков · 10. Сергей Болдаков · 11. Игорь Миронов · 12. Александр Гамоскин 60' · 13. Виталий Сорокин · 14. Игорь Куперман 40' · 15. Владислав Воропаев |
| 16. Дэвид Пирс 50' · 17. Саймон Холлидей 52' · 18. Дьюи Моррис · 19. Джон Олвер · 20. Найджел Редман · 21. Пол Рендолл | Запасные | Александр Закарлюк 40' (вместо Купермана) · Сергей Романов 60' (вместо Гамоскина) | Александр Закарлюк 40' (вместо Купермана) · Сергей Романов 60' (вместо Гамоскина) |

### Чемпионат Европы 1990/92[англ.]. Группа А. Второй круг
| СНГ                 | 3:21 (3:9) | Италия |
| Сергей Болдаков 12' | Голы       | 23' Эдгардо Вентури · 57' Джанкарло Пиветта · 67', 75' Марчелло Куттитта · 23' Диего Домингес · 19' Диего Домингес |

| | Составы  | | |
| 1. Сергей Молчанов 2. Вячеслав Зыков 3. Александр Огрызков 4. Сергей Клименко 5. Евгений Кобылкин 6. Роман Маликов 7. Владимир Негодин 8. Евгений Ганяхин 9. Сергей Болдаков 10. Игорь Куперман 11. Александр Гамоскин 12. Александр Примаченко 13. Виталий Сорокин 14. Сергей Романов 15. Александр Закарлюк |          | 1. Массимо Куттитта · 2. Джанкарло Пиветта · 3. Джованни Греспан · 4. Роберто Фаваро · 5. Джамбаттиста Крочи · 6. Алессандро Боттаккьяри · 7. Массимо Джованелли · 8. Карло Кеккинато · 9. Иван Франческато · 10. Массимо Бономи · 11. Марчелло Куттитта · 12. Диего Домингес 60' · 13. Стефано Барба · 14. Эдгардо Вентури · 15. Паоло Ваккари | 1. Массимо Куттитта · 2. Джанкарло Пиветта · 3. Джованни Греспан · 4. Роберто Фаваро · 5. Джамбаттиста Крочи · 6. Алессандро Боттаккьяри · 7. Массимо Джованелли · 8. Карло Кеккинато · 9. Иван Франческато · 10. Массимо Бономи · 11. Марчелло Куттитта · 12. Диего Домингес 60' · 13. Стефано Барба · 14. Эдгардо Вентури · 15. Паоло Ваккари |
| | Запасные | 16. Стефано Бордон 60' | 16. Стефано Бордон 60' |
| Пётр Этко | Тренеры  | Бертран Фуркад | Бертран Фуркад |

| Испания                                                                                                   | 16:19 (9:7) | СНГ |
| Фидель Кастро Брионес 37' · Хайме Гутьерес Мерельес 63' · Рамон Бланко Дуэло 37' · Рамон Бланко Дуэло (2) | Голы        | Александр Закарлюк 40' · Владимир Негодин 44' · Андрей Коваленко 73' · Юрий Николаев 44', 73' · Юрий Николаев 7' |

| | Составы  |  |  |
| 1. Хосе Хулио Альварес Руис де Темино · 2. Фидель Кастро Брионес · 3. Франсиско Хавьер Альдусин Гастеси · 4. Хоакин Родригес Гарсия · 5. Альберто Мало Навио · 6. Хон Эчеберрия Ландасабаль · 7. Хайме Гутьерес Мерельес · 8. Эмилио Илларегуи Эчабе · 9. Херонимо Эрнандес-Хиль Руано · 10. Рамон Бланко Дуэло · 11. Хесус Руис де Мендоса · 12. Хон Аскагорта Аречабала · 13. Хавьер Торрес Мороте · 14. Пабло Гутьеррес Мереллес · 15. Франсиско Пуэртас Сото |          |  |  |
| 16. Алехандро Мино Терранкле · 17. Родольфо дель Рио Ламейер · 18. Алехандро Эстеве Эррера · 19. Анхел Гонсалес Гутьеррес · 20. Жуан Масарьегос Луэльмо · 21. Рауль Муро Мартинес · 22. Франсиско Телла Листа · 23. Давид Торрес Мороте | Запасные |  |  |

## Комментарии
1. ↑  Или 10 мая, согласно pulsescore.com[2]
2. ↑  По другим данным, 3000
3. ↑  По другим данным, капитаном был Сергей Молчанов, под номером 7 играл Михаил Шарков, а под номером 9 — Игорь Французов[2].
4. ↑  По другим данным — 14:30[19]
5. ↑  По данным «Советского спорта», счёт — 39:16, по данным базы Pulsescore — 38:16, согласно интервью тренера Петра Этко — 37:16
6. ↑  В русскоязычных публикациях фамилия ошибочно транскрибируется как Пуг[2]
7. ↑  Состав восстановлен частично[25]
8. ↑  По данным «Спорт-Экспресса» — на 10-й минуте[2]
9. ↑  По данным «Спорт-Экспресса», другие минуты действий — попытка Вентури на 18-й минуте, попытка Пиветты на 42-й минуте, попытки Куттитты на 56-й и 61-й минутах, реализация Домингеса на 18-й минуте и штрафной Домингеса на 12-й минуте[2]